# Сульфат нікелю
Сульфа́т ні́келю — неорганічна сполука складу NiSO4.

## Хімічні властивості
При нагріванні до 280 °C втрачає кристалізаційну воду:
{\displaystyle {\mathsf {NiSO_{4}\cdot 7H_{2}O\rightarrow NiSO_{4}+7H_{2}O}}}
Розкладається після 700 °C:
{\displaystyle {\mathsf {NiSO_{4}\rightarrow NiO+SO_{3}}}}
З розведеним лугом утворює осад основної солі:
{\displaystyle {\mathsf {2NiSO_{4}+2NaOH\rightarrow (NiOH)_{2}SO_{4}+Na_{2}SO_{4}}}}
З концентрованим — гідроксид:
{\displaystyle {\mathsf {NiSO_{4}+2NaOH\rightarrow Ni(OH)_{2}+Na_{2}SO_{4}}}}
Природний аналог — мінерал моренозит.

## Токсичність
Сульфат нікелю є дуже токсичним. Вимагає використання спеціальних засобів хімічного захисту при роботі з ним.

## Застосування
Гептагідрат NiSO4·7H2O є складовою сульфатних електролітів. Застосовується для покриття нікелем виробів зі сталі, міді, цинку, алюмінію, титану, таким чином захищаючи метали від руйнівного впливу корозії.